# Kumu
Le Kumu (contraction de Kunstimuuseum, « musée d'art » en estonien) est le nouveau musée d'art de Tallinn en Estonie qui a ouvert en 2006 après trois ans de travaux. L'architecte du bâtiment est le Finlandais Pekka Vapaavuori.

## Présentation
Le Kumu est situé dans le parc de Kadriorg, l'un des plus anciens parcs publics de Tallinn, à proximité de la présidence de la république et du palais du Kadriorg qui est avec le Kumu, l'un des cinq sites du musée d'Art d'Estonie. 
Occupant une superficie d'environ 5 hectares, c'est un grand bâtiment de pierre et de verre. 
L'idée de sa construction a été lancée juste après l'indépendance retrouvée de l'Estonie en 1993. 
Il reprend une idée ancienne de 1936 que la guerre puis l'occupation soviétique n'avait pas permis de réaliser. 
Il regroupe dans un même lieu et pour la première fois dans ce pays des collections d'art estonien de la fin du XVIIIe siècle jusqu'à nos jours, incluant les cinquante années d'administration de la république socialiste soviétique d'Estonie. 
Le musée possède également trois niveaux en sous-sol destinés à l'entreposage.
C'est le premier musée estonien à répondre aux critères internationaux pour l'accueil d'œuvres de musées étrangers. 
Il a abrité ainsi fin 2007 une exposition Miró.
Durant sa première année d'existence, le Kumu a reçu plus de 200 000 visiteurs, chiffre à rapporter à la population estonienne, 1 400 000 personnes. 
Ce musée a reçu en 2008 le Prix du musée européen de l'année.